# 鹿島山
鹿島山（かしまやま）は愛知県北設楽郡設楽町にある山。標高912メートル。

## 概要
南麓から西麓に向かって東海自然歩道が通過しており、南麓側の池場守護神社に登山口がある。厳冬期を除けば年中登山が楽しめ、紅葉が見られる秋が最盛期とされるが、この山からの眺望自体はあまりよくない。
山の東側には大鈴山（1011.5メートル）と明神山（970メートル）が、南側には岩古谷山（799メートル）がある。